# Cryptorhopalum piceum
Cryptorhopalum piceum là một loài bọ cánh cứng trong họ Dermestidae. Loài này được Casey miêu tả khoa học năm 1916.